# Движение Сопротивления (Бельгия)
Движение Сопротивления в Бельгии (фр. Résistance intérieure belge, нидерл. Belgisch verzet) — организованное сопротивление немецкой оккупации в Бельгии во время Второй мировой войны.

## Организационная структура
Движение Сопротивления в Бельгии было неоднородным, в годы оккупации здесь действовали:
- «Фронт независимости Бельгии» («Front de l’indépendance», коммунисты и сторонники левых сил). Общее руководство осуществлял национальный комитет — «Comité National». Печатным изданием Фронта являлась газета «Front». В состав Фронта входили несколько организаций:

- народные комитеты взаимопомощи и солидарности («Solidarité») — созданы в 1940 году, оказывали помощь беженцам и лицам, скрывавшимся от оккупационных властей. Среди активистов были бывшие участники бельгийской секции МОПР;
- «Валлонский фронт» («Wallonie libre») — создан 18 июля 1940 года в Льеже по инициативе коммунистов Э. Бюрнеля и Т. Дежаса;
- «Бельгийская армия партизан» (les Partisans armés) — военная организация, её печатным изданием являлась газета «Партизан»;
- подпольные профсоюзные комитеты — первые ячейки были созданы летом 1940 года, в дальнейшем их количество увеличивалось. Профсоюзные комитеты действовали на заводах, шахтах и железнодорожном транспорте, они занимались организационной работой, отстаиванием трудовых прав рабочих (в том числе, через бойкот представителей заводской администрации и их указаний, и организацию забастовок), экономическим саботажем (выведение из строя оборудование, порча продукции, противодействовали отправке бельгийских рабочих в Германию)… в 1943 году на основе профсоюзных комитетов были созданы «комитеты профсоюзной борьбы». В общей сложности, профкомитеты объединяли 170 тыс. рабочих;
- Патриотическая милиция («les Milices patriotiques») — создана в 1943 году
- «Движение в защиту крестьян» — в составе Фронта с 1943 года
- «Österreichische Freiheitsfront» — антифашистская организация с центром в Брюсселе, объединяла коммунистов и антифашистов из числа австрийских и немецких политических эмигрантов. Издавала и распространяла газету «Die Wahrheit», листовки на немецком языке, ряд активистов организации участвовал в боевых действиях в составе партизанских отрядов.
- «Общество бельгийско-советской дружбы»
- «Союз женщин» — женская общественно-политическая организация
- «Национальное объединение молодёжи» — патриотическая молодёжная организация

- «группа G» (Groupe Général de Sabotage de Belgique) — студенческая антифашистская группа, возникла в 1942 году в Брюсселе. При сохранении самостоятельности, координировала свои действия с «Фронтом независимости» через Координационный комитет при руководстве Фронта.
- «Тайная армия» (Armée Secrete, ориентировалась на эмигрантское правительство в Лондоне, получала помощь от Англии и США)
- «Groupe Zéro»
- «Белая бригада» (Witte Brigade, роялисты — сторонники короля Леопольда III, представители правых партий и некоторых католических организаций, имела антикоммунистический характер[6])

В целом, в бельгийском движении Сопротивления приняло участие свыше 50 тыс. человек, свыше 40 тыс. из них было арестовано, 15 тыс. патриотов (в том числе, 2 тыс. бельгийских коммунистов) были расстреляны и замучены оккупантами.

## Основные направления деятельности
Движение Сопротивления принимало различные формы деятельности:
- разведывательная деятельность в интересах стран антигитлеровской коалиции (в частности, для Великобритании);
- помощь бежавшим военнопленным и пилотам ВВС Великобритании и США, сбитым над территорией Бельгии — при участии голландских, бельгийских и французских антифашистов была организована «дорога спасения» из Северной Голландии и Бельгии через территорию Франции к Пиренеям, а в дальнейшем — к английскому посольству в Мадриде, где беглецам предоставляли политическое убежище[8];
- саботаж и организация диверсий на предприятиях и объектах инфраструктуры:

- по данным немецкого генерала В. Герлитца, только в период с 1940 по 1942 год на территории Бельгии было зафиксировано 1162 серьёзных и 565 мелких диверсий и актов саботажа на производстве и транспорте

- вооружённые акции: уничтожение оккупантов и коллаборационистов;
- антифашистская агитация и пропаганда: издание и распространение листовок, газет и иных печатных изданий.

- например, весной 1941 года началось издание газеты «Свободная Бельгия» («фр. Libre Belgique», нидерл. Vrij België)…
- в общей сложности, в период оккупации в Бельгии движением Сопротивления было выпущено свыше 700 наименований листовок, газет и иных печатных, машинописных и рукописных изданий.

- помощь евреям:

- в частности, в апреле 1943 года на железной дороге Мехелен — Лёвен активистами Сопротивления (еврейским врачом, уроженцем Киева Юрой Лившицом с двумя друзьями — Робером Местрио и Жаном Франклемоном) был остановлен «двадцатый эшелон», перевозивший 1631 евреев в Освенцим. Из эшелона сумели бежать 231 человек, 90 из них были позднее пойманы, 26 убиты и 115 избежали смерти.

- участие в боях за освобождение Бельгии. При этом бойцам бельгийского Сопротивления удалось освободить некоторые районы ещё до подхода американских войск, например за день до подхода американских войск бойцы бельгийского Сопротивления освободили левобережье реки Маас в районе Льежа[12].

## После освобождения Бельгии
29 сентября 1944 года командующий англо-американскими силами в Западной Европе Д. Эйзенхауэр опубликовал воззвание к бельгийскому народу, в котором высоко оценил заслуги сил Сопротивления в деле освобождения Бельгии, но отметил, что отныне им следует «сдать оружие и дожидаться указаний относительно той роли, какую они могут играть в предстоящих боях против Германии». 13 ноября 1944 года правительство Г. Пьерло потребовало от участников Сопротивления сдать оружие в срок до 18 ноября 1944 года. Эти события привели к политическому кризису, который продолжался до начала немецкого наступления в Арденнах в декабре 1944 года.
- в ходе кризиса, 25 ноября 1944 года в Брюсселе бельгийская полиция, созданная после освобождения Бельгии при поддержке со стороны Англии и США, разогнала выстрелами демонстрацию левых сил, были ранены 34 человека[14].

В феврале 1945 года правительство Г. Пьерло ушло в отставку, во главе нового правительства стал участник движения Сопротивления, социалист Ван-Акер. В состав правительства вошли два коммуниста.
После окончания войны пять участников бельгийского движения Сопротивления были награждены орденами и медалями СССР за помощь гражданам СССР, участвовавшим в партизанском движении на территории Бельгии - организатор вооружённого сопротивления немецким оккупантам в провинции Лимбург бельгийский коммунист Раймон Диспи был награждён орденом Отечественной войны I степени, другими награждёнными являлись подпольщики Жан-Жозеф Корстьенс, Елена Янсен, Леона Амуар и Жорж Амуар.

## Участие иностранных граждан в бельгийском движении Сопротивления

### Граждане Венгрии
До начала оккупации в Бельгии проживали венгерские политические эмигранты (в частности, участники войны в Испании — бывшие бойцы-интернационалисты венгерского батальона, сражавшегося в составе интернациональных бригад), а также рабочие-иммигранты из Венгрии. После оккупации страны, они наладили связи с левыми силами. 10 ноября 1941 года они совершили первую боевую операцию — взрыв фашистской библиотеки в Брюсселе. В дальнейшем, из них была сформирована 1-я венгерская партизанская рота, которой командовал Миклош Льовенвирт. Рота понесла тяжёлые потери, в 1943 году погибли 50 бойцов, а к моменту освобождения Бельгии в живых остались только три человека.

### Граждане СССР
В общей сложности, на принудительные работы в Бельгию было вывезено 20 тысяч советских граждан. Первые 6 тысяч советских военнопленных были привезены в Бельгию в 1942 году для работ на шахтах в районе Лимбурга. Вскоре на шахте Айзуен возникла подпольная организация, руководство которой осуществляли несколько человек (Тягунов, Тюрморезов и др.). С помощью бельгийских патриотов ряд советских военнопленных успешно бежал из трудовых лагерей. Летом 1943 г. в Бельгии начали действовать партизанские отряды из советских военнопленных, бежавших из немецкого плена; первый такой отряд создал бежавший из плена в апреле 1943 года подполковник Шукшин К. Д. В дальнейшем, в конце 1943 года в провинции Лимбург из советских военнопленных была сформирована партизанская бригада «За Родину!» под командованием подполковника Шукшина (4 отряда, 250 чел.), которая активно участвовала в боевых действиях против немецких войск и полиции. В дальнейшем, в мае 1944 года в составе бригады было уже шесть отрядов, а кроме того, в Арденнах действовал еще один отдельный партизанский отряд, которым командовали офицеры Г. Лерман и Е. Доценко.
В целом, в антифашистском движении Сопротивления на территории Бельгии приняли участие около 500 советских граждан.

## Известные деятели
- Раймон Гоор — бельгийский общественный деятель, священнослужитель, каноник.
- Доминик Урбани — коммунист Люксембурга.
- Марина Александровна Шафрова-Марутаева — русская эмигрантка, «бельгийская Жанна д’Арк»
- Жан-Франсуа Коллар — бельгийский коммунист, командир партизанского полка

## Память, отражение в литературе и искусстве
- «Солдаты Сопротивления» (СССР, ЦСДФ, 1980) — документальный фильм о движении Сопротивления во Франции, Италии и Бельгии[25]
- Абрам Вольф  "В чужой стране" (СССР, Саратовское книжное издательство, 1962) - Эта повесть о людях и боевых делах русской партизанской бригады «За Родину», сражавшейся в годы Великой Отечественной войны на территории Бельгии, написана на основе многочисленных документов штаба, а также дневников, писем, воспоминаний партизан — героев этой бригады.